# 3930 Vasilev
3930 Vasilev è un asteroide della fascia principale. Scoperto nel 1982, presenta un'orbita caratterizzata da un semiasse maggiore pari a 3,1248657 UA e da un'eccentricità di 0,1596893, inclinata di 1,22886° rispetto all'eclittica.